# Dragon Magazine (Fujimi Shobō)
Dragon Magazine (jap. ドラゴンマガジン, Doragon Magajin), häufig abgekürzt als Doramaga oder DM, ist ein zweimonatlich erscheinendes japanisches Seinen-Light-Novel-Magazin, das erstmals 1988 veröffentlicht wurde. Viele Light Novels (illustrierte Romane), die später animiert wurden, wurden ursprünglich in ihm abgedruckt. Das Magazin bietet bis zu zwei Manga-Serien zum gleichen Zeitpunkt. Die Zeitschrift wurde ab dem 19. März 2008 zweimonatlich gedruckt und erscheint am 19./20. jedes ungeraden Monats. Zudem wurde das Format von A4 auf B5 reduziert.
Das Light-Novel-Magazin Fantasia Battle Royal war eine besondere Ausgabe von Dragon Magazine.

## Veröffentlichte Werke (Auswahl)

### Light Novels
- Angel Howling
- Black Blood Brothers
- Chrome Shelled Regios (nur Kurzgeschichten)
- Dakara Boku wa, H ga Dekinai.
- Densetsu no Yūsha no Densetsu
- Full Metal Panic!
- Goshūshō-sama Ninomiya-kun
- Gosick
- High School D×D
- Kaze no Stigma
- Kore wa Zombie Desu ka?
- Maburaho
- Saber Marionette
- Shōkan Kyōshi Real Bout Highschool
- Scrapped Princess
- Seitokai no Ichizon
- Slayers Special
- Sorcerous Stabber Orphen
- Sword World RPG
- Weathering Continent

### Manga
- Dragon Half, von Ryūsuke Mita